# Hippolyte Flandrin

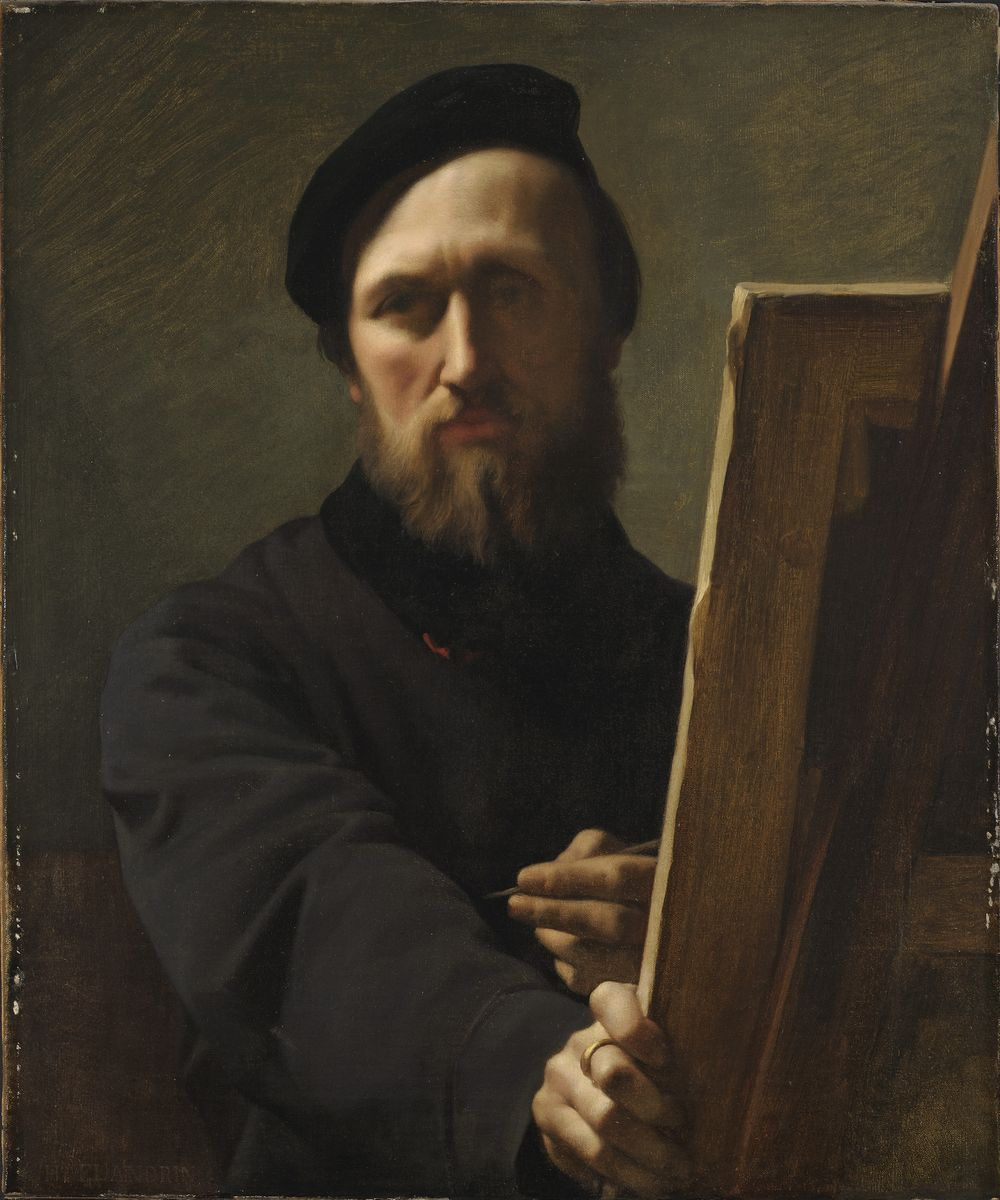
Hippolyte Flandrin, Selbstporträt

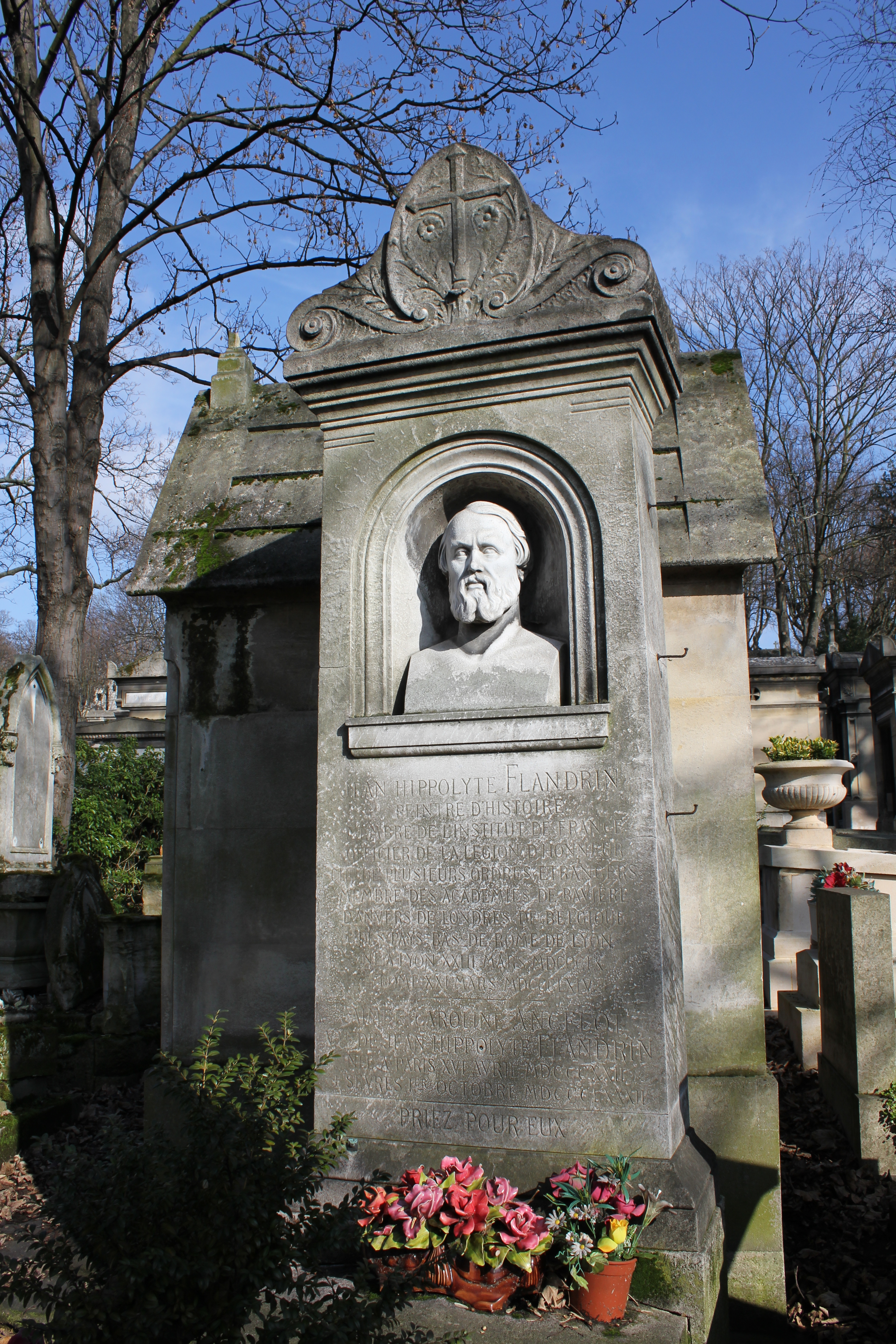
Flandrins Grab auf dem Friedhof Père-Lachaise

Hippolyte Flandrin (* 23. März 1809 in Lyon; † 21. März 1864 in Rom) war ein französischer Maler.

## Leben und Wirken
Hyppolite Flandrin war zusammen mit Henri Lehmann Schüler des Malers Jean-Auguste-Dominique Ingres. Gefördert durch seinen Lehrer, beteiligte er sich im Alter von kaum 18 Jahren an einer Ausstellung des Pariser Salons, und seine eingereichten Werke wurden mit dem Prix de Rome ausgezeichnet. Der Preis beinhaltete ein Reisestipendium, welches Flandrin zu einer Studienreise nach Italien nutzte.
Nach seiner Rückkehr nach Paris widmete er sich vorzugsweise der kirchlichen Malerei und schuf in strengem, auf die Präraffaeliten zurückgehendem Stil Gemälde, bei denen besonders der seelenvolle Ausdruck der Gesichter hervorgehoben wird. Nachdem er Wandmalereien in der Johanniskapelle von St.-Severin mit Erfolg ausgeführt, erhielt er den Auftrag, den Chor der Kirche St. Germain-des-Prés in Paris auszumalen, wo er in seinem Einzug Christi in Jerusalem eines seiner Hauptwerke gab.
Im Jahr 1853 zierte er die Seitenwände des Schiffs der Kirche St-Vincent-de-Paul de Paris mit Fresken in Gestalt eines Frieses und wurde darauf Mitglied des Instituts. Bei Ausmalung der neuen Basilika St.-Paul in Nîmes näherte er sich den alten Florentinern und Sienesen, bei den Apsidenmalereien der romanischen Abteikirche von Ainay bei Lyon dem Stil der ravennatischen Mosaiken, ohne jedoch seine klassische Formgebung, wie er sie aus Ingres’ Schule gewonnen hatte, preiszugeben. Auch schuf er Porträtmalereien.
Flandrin wurde am 31. Mai 1863 in den preußischen Orden Pour le Mérite aufgenommen und 1864 kurz vor seinem Tod zum assoziierten Mitglied der Académie royale des Sciences, des Lettres et des Beaux-Arts de Belgique gewählt.
Bei einem weiteren Aufenthalt in Rom starb Flandrin zwei Tage vor seinem 55. Geburtstag am 21. März 1864 in Rom.

## Werke (Auswahl)
- Christus lässt die Kinder zu sich kommen
- Savonarola, in Florenz predigend
- Jüngling am Meeresufer, Paris, Louvre
- Die schmerzensreiche Mutter

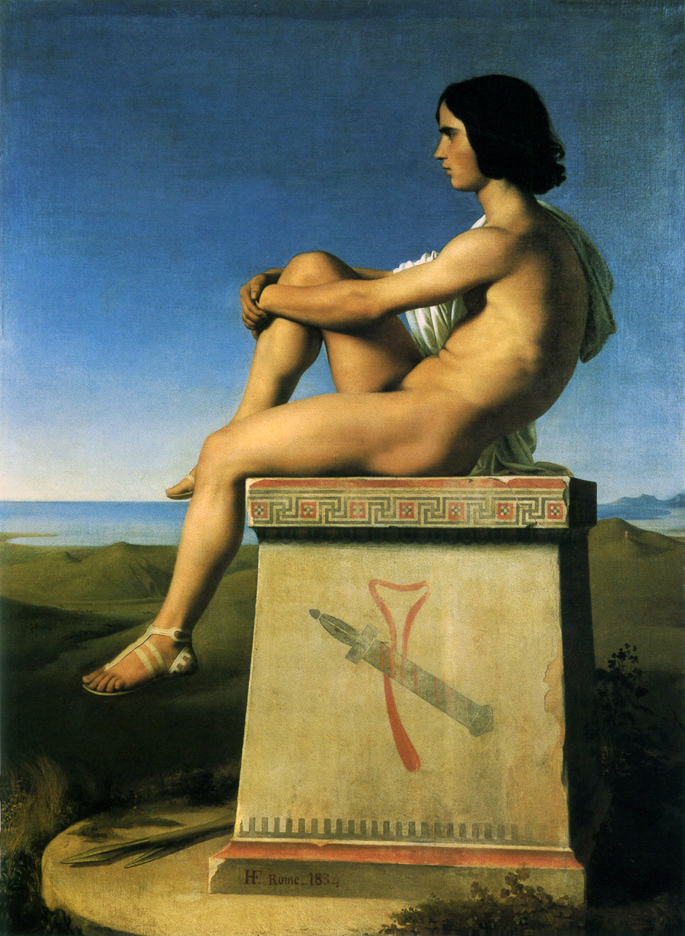
Polytès, Sohn des Priamos, beobachtend (1833/34)
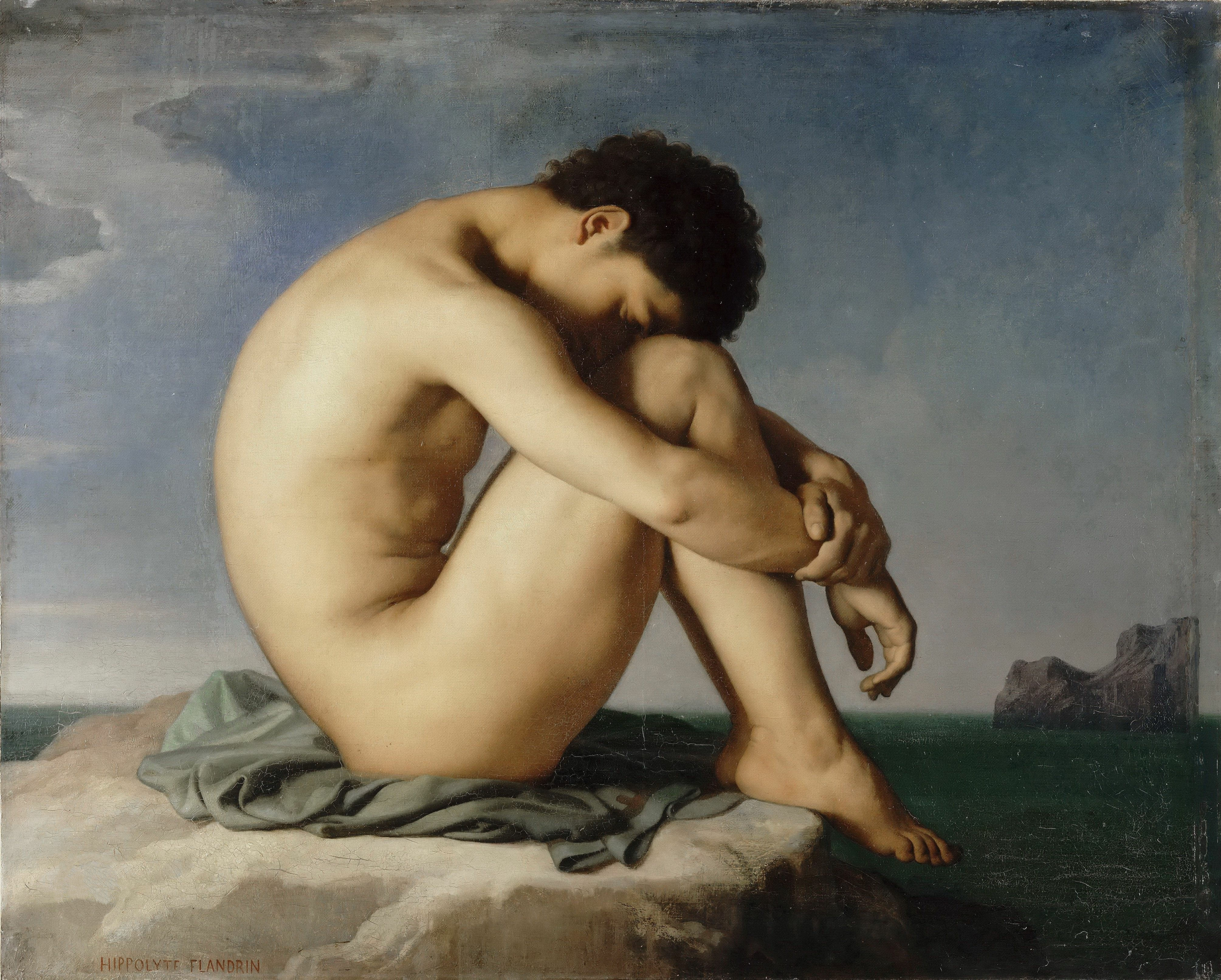
Jüngling am Meeresufer (1837)
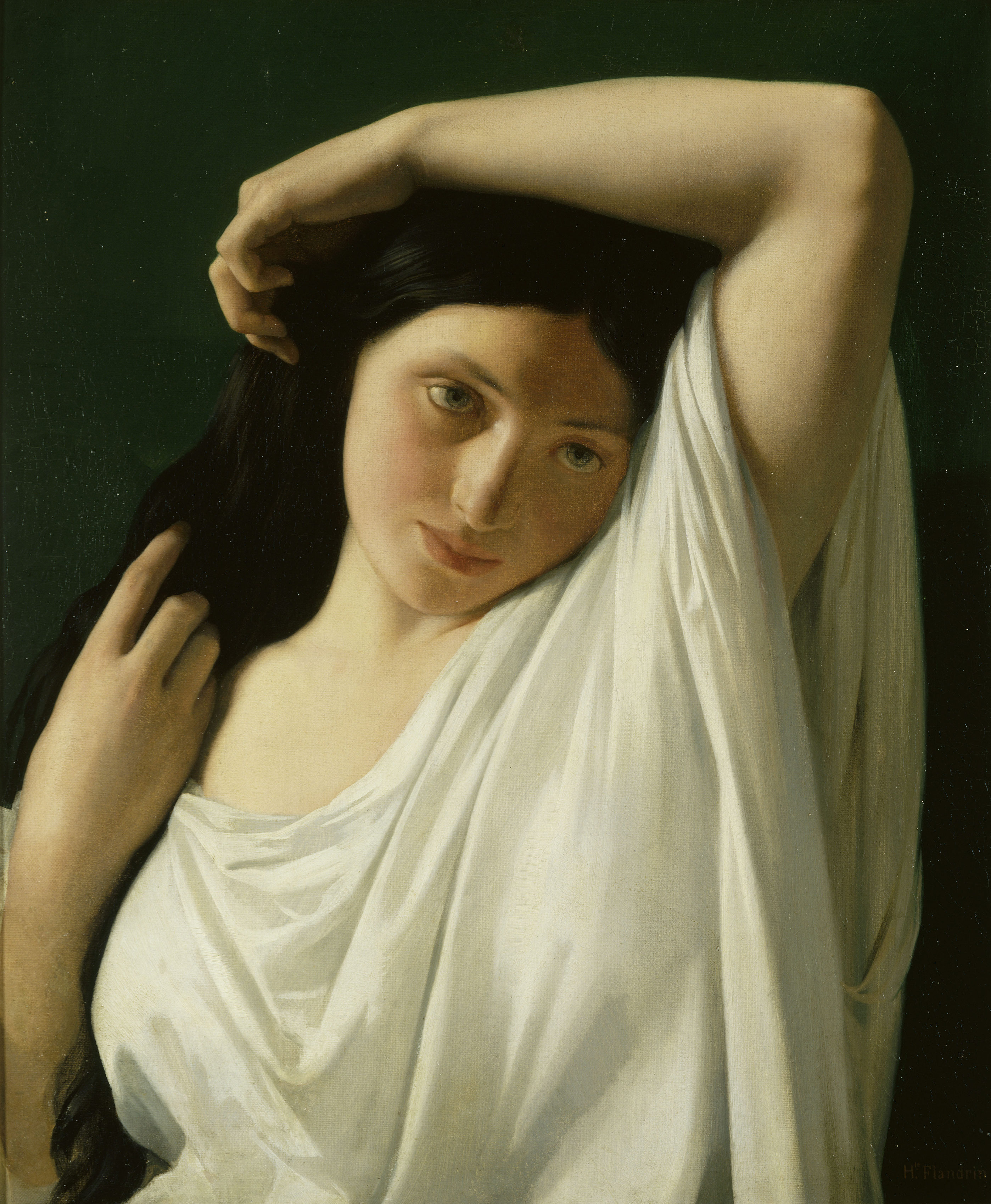
Die Florentinerin (1860)
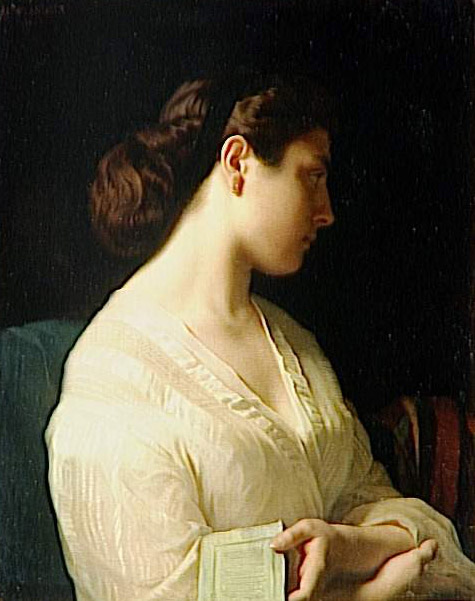
Die junge Griechin (1863)